# الرابطة الإسلامية لمدرسي الجامعات
الرابطة الإسلامية لمدرسي الجامعات (بالفارسية: انجمن اسلامی مدرسین دانشگاه‌ها) هو حزب سياسي إيراني من الأكاديميين المنتسب إلى مجلس تنسيق جبهة الإصلاح.

## قادة الحزب
| الاسم         | الفترة      |
| ------------- | ----------- |
| نجفغولي حبيبي | 1991-2014   |
| محسن روحامي   | 2014 - 2016 |
| محمود صادقي   | 2016–       |